# Gmina zbiorowa Bederkesa
Gmina zbiorowa Bederkesa (niem. Samtgemeinde Bederkesa) – dawna gmina zbiorowa położona w niemieckim kraju związkowym Dolna Saksonia, w powiecie Cuxhaven. Siedziba administracji gminy zbiorowej znajdowała się w mieście Bad Bederkesa. 1 stycznia 2015 gmina zbiorowa została połączona z miastem Langen tworząc nowe miasto Geestland.

## Podział administracyjny
Do gminy zbiorowej Bederkesa należało osiem gmin, w tym jedno miasto (niem. Flecken):
1. Bad Bederkesa
2. Drangstedt
3. Elmlohe
4. Flögeln
5. Köhlen
6. Kührstedt
7. Lintig
8. Ringstedt